# Пёлльниц, Карл фон
Карл фон Пёлльниц (нем. Karl von Poellnitz, 1896 — 1945) — немецкий ботаник, агроном и коллекционер растений.

## Биография
Карл фон Пёлльниц родился в городе Альтенбург в 1896 году.
Пёлльниц был увлечённым коллекционером и исследователем растений рода Хавортия и других суккулентов. Он внёс значительный вклад в ботанику, описав множество видов семенных растений.
Карл фон Пёлльниц умер в 1945 году. Это произошло в последние дни Второй мировой войны, когда бомба разрушила его дом. Но он успел отправить большую часть своих экземпляров рода Хавортия в Ботанический музей Берлин-Далем (B), где они были сфотографированы и сохранены. Сохранившиеся образцы были уничтожены во время Второй мировой войны, но, к счастью, фотографии не были уничтожены. Пёлльниц также самостоятельно сделал фотографии своих растений, которые позже были приобретены музеем при помощи профессора Вердермана в 1948 году.

## Научная деятельность
Карл фон Пёлльниц специализировался на семенных растениях.

## Почести
Род растений Poellnitzia Uitewaal семейства Асфоделовые (Asphodelaceae) был назван в его честь.